# Börtnan

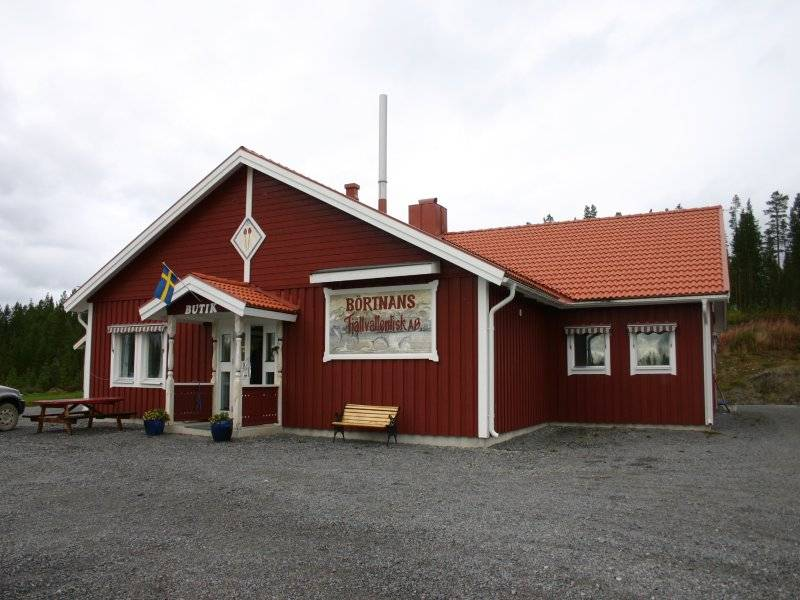
„Fjällvattenfisk“ in Börtnan

Börtnan ist ein Dorf am nordöstlichen Ufer des Flusses Ljungan im südlichen Jämtland, Schweden. Das Dorf ist bekannt für seine Fischzucht, vor allem für Saiblinge und Regenbogenforellen.

## Geographie

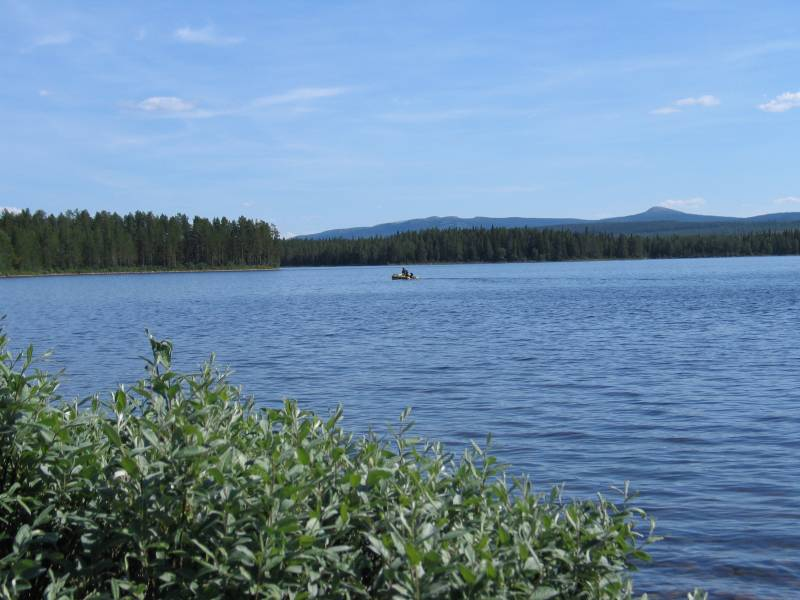
Der Börtnessjön bei Börtnan

Das Dorf ist südlicher Ausgangspunkt des Fäbodvägen. Die heutige Straße führt hinauf zum Oviksfjäll und nach Arådalen sowie nach Osten weiter Richtung Storsjön und Persåsen. Entlang des touristisch erschlossenen Weges finden sich neben Ferienhäusern auch zahlreiche jahrhundertealte Almsiedlungen, unter ihnen die mit einem Architekturpreis ausgezeichnete Alm Östra Arådalen. 

## Wetter/Klima
Börtnan ist eine der Messstationen des schwedischen meteorologischen Instituts SMHI und wurde während der letzten Jahre als eines der Kältepole des Landes bekannt. Oft kann hier die niedrigste Temperatur Schwedens gemessen werden, wobei auch gegenteilige Rekordwerte auftreten können.
Die niedrigen Temperaturen in Börtnan werden meist in den frühen Morgenstunden gemessen. Einer der Gründe, die die auffälligen Temperaturrekorde erklären, ist das Mikroklima des Ljungan. Die niedrigen Wassertemperaturen des Flusses beruhen unter anderem auf der zu Beginn der 1970er-Jahre fertiggestellten Regulierung des Ljungan. Aus dem Wasserspeicher im See Flåsjön (3 km stromaufwärts des Dorfes) wird kaltes Bodenwasser stromabwärts zum aufgestauten See Börtnessjön geleitet. Vor dem Bau des Wasserspeichers und der Staumauer lag das Wasserniveau nach der Zeit des Frühjahrshochwassers sehr niedrig, wodurch sich das Wasser leicht erwärmen konnte und ab Juli Badetemperaturen aufwies. Zur Mittagszeit erreichen die Temperaturen Normalwerte. Widersprüchlicherweise wurde in Börtnan bereits auch die höchste Tagestemperatur aufgezeichnet, und das mitten im Winter.   

## Sprichwort
Der Ortsname Börtnan hat überregionale Bekanntheit aufgrund seiner Nennung in dem schwedischen Sprichwort Ja ligg, sa Jens i Börtnan då han tappade långmjölkskaggen (frei übersetzt: Da liegt ihr gut, sagte Jens zu den Scherben, als er in Börtnan den Milchkrug fallen ließ). Man drückt damit die Kritik an einer provinziellen, teils nur vorgeschobenen Gottergebenheit aus, die mit Bauernschläue alles im Sinne von "Es kommt, wie es kommt" auf die simple Relation von Ursache und Wirkung selbst dann zu reduzieren weiß, wenn eigenes Versagen (hier: die fehlende Sorgfalt beim Tragen des Milchkrugs) das kausale Geschehen erst in Gang setzte und man sich das Ergebnis, für das man im Grunde nicht verantwortlich sein will, schönzureden versucht. 